# Conger triporiceps
Conger triporiceps és una espècie de peix pertanyent a la família dels còngrids.

## Descripció
- Pot arribar a fer 100 cm de llargària màxima (normalment, en fa 80).
- És de color gris amb les vores de les aletes de color negre.[5][6][7]

## Hàbitat
És un peix marí, associat als esculls, oceanòdrom i de clima tropical que viu entre 3-55 m de fondària.

## Distribució geogràfica
Es troba a l'Atlàntic occidental: des de Florida i Bermuda fins a les Antilles, l'oest del mar Carib i el Brasil.

## Costums
És bentònic.

## Observacions
És inofensiu per als humans.